# دير مار ديمتري (القدس)
دير مار ديمتري دير أثري للروم الأرثوذكس . يقع داخل أسوار البلدة القديمة لمدينة القدس، في حارة النصارى، بالقرب من دير العذراء.